# Presa de Cedillo
La presa de Cedillo es una presa, pantano o embalse en el tramo internacional del río Tajo entre España y Portugal, construido en 1976 y con capacidad para generar energía hidroeléctrica. Es propiedad del Estado español y al igual que la mayoría de presas del país, está operado por Iberdrola, S. A. Se encuentra en el término municipal de Cedillo, y es la última presa española del Tajo antes de entrar en Portugal.

## Estructura
La presa se basa en la estructura de una presa de arco gravedad, con muros de hormigón de 66 m de alto. La parte superior del muro se encuentra a una altitud de 120 m s. n. m. y la longitud del arco superior es de aproximadamente 415 m.
El muro de la presa tiene una salida inferior (desagüe) y un aliviadero inundación. Se puede descargar un máximo de 504 m³/s a través del desagüe y un máximo de 16 200 m³/s a través del aliviadero. El caudal punta avenida de proyecto es de 17 000 m³/s.
La capacidad instalada de la central eléctrica es de 440-500 MW, lo que significa que es el mayor productor hidroeléctrico del Tajo tras el Embalse de Alcántara (953 MW). La altura de caída es de 35 m; el caudal máximo es de 1500 m³/s. La casa de máquinas está ubicada debajo de la presa, en el medio.

## Embalse
En total el embalse contiene un volumen hídrico de 239 000 m³ según la Sociedad Española de Presas y Embalses (SEPREM), pero de 830 000 m³ según iAgua. La cota de Nivel Máximo Normal (NMN) es de 115 m y la capacidad a NMN es de 260 hm³.

## Impacto social y ambiental
La construcción de esta presa supuso el aislamiento crónico para los pueblos vecinos. Tanto los del lado español (Cedillo, Herrera de Alcántara, ...) como los del lado portugués (Montalvão, Malpica, ...) han pedido a sus respectivos gobiernos la construcción de un puente que vuelva a unir ambas regiones. En 2018, los ayuntamientos de Cedillo y Montalvão llevaron a la Cumbre Ibérica la cuestión del puente, aunque su construcción no se ha planteado seriamente por los gobiernos centrales.
 

La presa también ha tenido un impacto medioambiental en la vida acuática del Tajo. Según el Libro rojo de los vertebrados de España, la lamprea del río (Lampetra fluviatilis) es un pez fluvial que ha desaparecido de la zona desde que en los años 1970 se construyera esta presa. El área terrestre aledaña quedó protegida por la creación del Parque natural del Tajo Internacional en el 2000 (parte portuguesa) y en el 2006 (parte española).

Ubicación y mapa del embalse de Cedillo
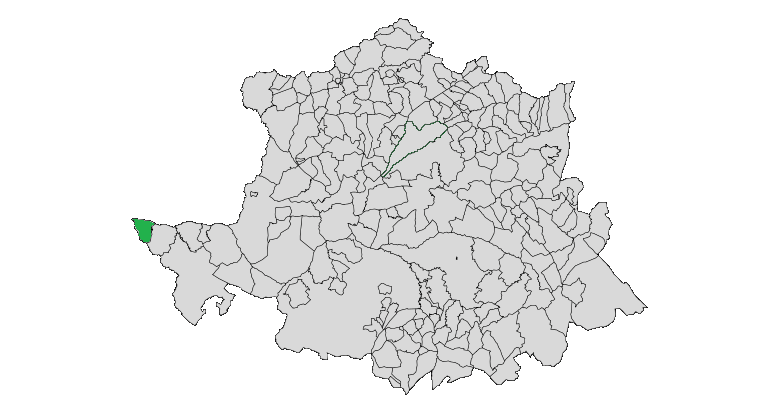
Ubicación de Cedillo en la provincia de Cáceres
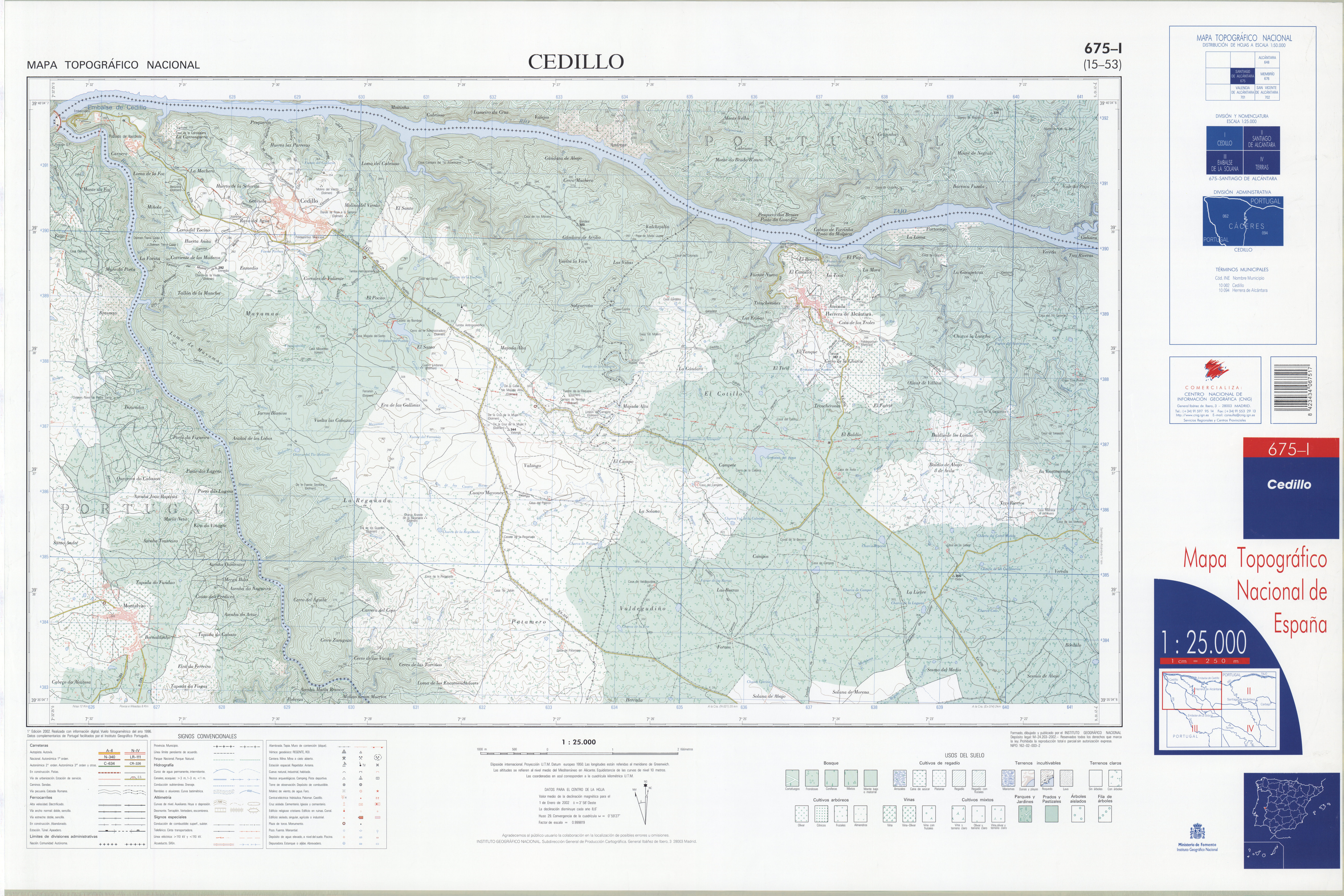
Mapa topográfico de la zona de Cedillo (1:25000, del MTN)